# 닐 엘 아이나위
닐 요니 엘 아이나위(아랍어: نائل العيناوي, 영어: Neil Yoni El Aynaoui, 2001년 7월 2일 ~ )는 모로코의 축구 선수이다. 그의 포지션은 미드필더로, 현재 이탈리아 세리에 A의 로마에서 활약하고 있다.

## 클럽 경력
엘 아이나위는 8살 때 낭시 유소년 아카데미에 입단했고, 2021년 6월 3일, 클럽과 첫 프로 계약을 맺었다. 2021년 7월 31일, 그는 4-0으로 패한 툴루즈와의 리그 2 경기에서 낭시 소속으로 프로 데뷔전을 치렀다.
2023년 6월 29일, 엘 아이나위는 리그 1의 랑스와 4년 계약을 맺고 이적했다. 2023년 10월 28일, 그는 FC 낭트를 상대로 프로 데뷔골을 기록했다.
2025년 7월 20일, 엘 아이나위는 이탈리아 세리에 A의 로마와 5년 계약을 맺고 이적했다.

## 국가대표팀 경력
프랑스에서 태어난 엘 아이나위는 프랑스와 모로코 국적을 가지고 있는 이중국적자이다. 2023년 9월, 그는 모로코 U-23 대표팀에 소집되어 친선 경기를 치렀다.

## 사생활
엘 아이나위는 은퇴한 모로코 테니스 선수 유네스 엘 아이나위의 아들이다.